# HMAS AE1
HMAS AE1 – australijski okręt podwodny z okresu I wojny światowej, należący do brytyjskiego typu E. Przejęty wraz z bliźniaczym AE2 przez Royal Australian Navy w lutym 1914 roku, odbył rejs do Australii, po czym rozpoczął służbę na wodach macierzystych. Po wybuchu wojny wziął udział w zajęciu Rabaulu przez siły australijskie. Został utracony wraz z całą załogą, jako pierwsza jednostka w historii australijskiej marynarki wojennej, 14 września 1914 roku.

## Opis konstrukcji
AE1 był pełnomorskim okrętem podwodnym o długości całkowitej 54,2 m i szerokości 6,9 m. Wyporność nawodna wynosiła 725 ton angielskich (ts), w zanurzeniu 810 ts. Napęd stanowiły dwa silniki wysokoprężne o łącznej mocy 1600 hp w pływaniu nawodnym i dwa silniki elektryczne o łącznej mocy 840 hp do poruszania się w zanurzeniu. Prędkość maksymalna nawodna wynosiła 15 węzłów, podwodna 10 węzłów. Zasięg na powierzchni wynosił 3000 mil morskich przy prędkości ekonomicznej 10 węzłów.
Uzbrojenie okrętu stanowiły cztery wyrzutnie torped kalibru 450 mm (18 cali), umieszczone po jednej na dziobie i rufie oraz na każdej z burt jednostki. Poza torpedami w wyrzutniach, AE1 przewoził cztery torpedy zapasowe. Przewidziane dla okrętów typu E uzbrojenie artyleryjskie w postaci działa kalibru 76 mm nie było na australijskiej jednostce instalowane. Załoga okrętu liczyła od 30 do 35 osób, w tym trzech oficerów.

## Przebieg służby
W ramach programu rozbudowy floty z 1910 roku rząd australijski zamówił w brytyjskiej stoczni koncernu Vickersa w Barrow-in-Furness dwa pierwsze w historii Royal Australian Navy okręty podwodne. Należały one do nowoczesnego na owe czasy, klasyfikowanego jako pełnomorski, typu E. Stępkę pod przyszły AE1 położono 14 listopada 1911 roku, wodowanie odbyło się 22 maja 1913 roku, zaś oficjalne przejęcie przez marynarkę australijską 28 lutego 1914 roku. Po zakończeniu prób zdawczo-odbiorczych obydwie bliźniacze jednostki: AE1 i AE2, wyruszyły w długi rejs do Australii. Opuściły Portsmouth 2 marca, eskortowane przez stary krążownik „Eclipse”, który wiózł również rezerwowych członków załóg, części zamienne i bagaże. Przez Kanał Sueski, gdzie marynarze zmagali się z kłopotami technicznymi, okręty wypłynęły na Ocean Indyjski. Po niemal trzech miesiącach podróży, z krótkim postojem 5 maja w Darwin, przybyły do Sydney 24 maja 1914 roku. Rejs ten, niemający precedensu w krótkiej historii okrętów podwodnych, był uznany za wydarzenie historyczne i przyciągnął uwagę światowej opinii publicznej.
Pierwszym i jedynym dowódcą AE1 był komandor podporucznik Thomas F. Besant z Royal Navy, jego zastępcą porucznik C. L. Moore (również z Royal Navy), a drugim oficerem porucznik L. Scarlett z Royal Australian Navy. Załoga składała się mniej więcej po połowie z marynarzy obu flot.
Pierwszym zadaniem obydwu okrętów podwodnych po rozpoczęciu działań wojennych w sierpniu 1914 roku było patrolowanie rejonu niemieckich kolonii na Pacyfiku: Karolin, Nauru, Nowej Brytanii i Nowej Gwinei. We wrześniu AE1 i AE2 weszły w skład australijskich sił ekspedycyjnych, które zaatakowały Rabaul. 11 września Australijczycy desantowali oddziały na Nowej Brytanii, 13 września niemiecki garnizon kolonii skapitulował. Następnego dnia AE1 wraz z niszczycielem „Parramatta” patrolował akwen w pobliżu Rabaulu, pomiędzy Cape Gazelle na Nowej Gwinei a Wyspami Księcia Jorku. Wieczorem nie powrócił do portu ani nie otrzymano odeń żadnego sygnału. Wszczęte poszukiwania nie przyniosły rezultatu i okręt został uznany za utracony wraz z całą, 35-osobową załogą. Była to pierwsza strata okrętu w historii Royal Australian Navy.
Odnaleziony w 2017 r. przez MV Furgo Equator, dokumentację sporządził RV Petrel.